# Судимость
Суди́мость — правовое состояние гражданина (лица), который был признан судом виновным в совершении преступления и к которому было применено наказание и иные меры уголовно-правового характера. Судимость входит в содержание уголовной ответственности и влечёт за собой ряд негативных последствий как общеправового, так и уголовно-правового характера.
Функция института судимости заключается в облегчении контроля за поведением и учёта определённых категорий осуждённых лиц.

## Судимость в праве стран мира
Практически во всём мире признание лица виновным в совершении преступления влечёт за собой определённые правовые последствия, которые сохраняют силу даже после того, как лицо отбудет наказание. Основное значение такого состояния заключается в возможности признания лица рецидивистом в случае совершения им нового преступления и назначения более строгого наказания.

### Судимость как самостоятельный правовой институт
В качестве самостоятельного правового института судимость существует в праве стран СНГ, Венгрии, Вьетнама, Латвии, Литвы, Испании, Монголии, Польши, Румынии. При этом определение данного понятия в законодательстве приводится редко. Например, УК Молдовы определяет судимость как «правовое положение лица, возникающее со дня вступления обвинительного приговора в силу и влекущее неблагоприятные для осуждённого правовые последствия до погашения или снятия судимости».
В кодексах стран постсоветского пространства говорится также об уголовно-правовом значении судимости. Так, по УК Азербайджана, Армении, Киргизии, России, Таджикистана судимость учитывается при признании рецидива преступлений и назначении наказания, по УК Грузии — при решении вопроса об уголовной ответственности, квалификации преступления и мере уголовно-правового воздействия, по УК Казахстана — при признании неоднократности и рецидива преступлений, а также при назначении наказания.
По УК Белоруссии, судимость понимается как состояние, связанное с осуждением лица за совершение преступления, создающее возможность применения к нему мер наказания или иных мер уголовно-правового воздействия, а также профилактического наблюдения или превентивного надзора.
В целом по законодательству рассматриваемой группы государств уголовно-правовые последствия судимости сводятся к её учёту при:
- признании вновь совершённого преступления рецидивным;
- определении наличия неоднократности преступлений;
- квалификации преступления (в качестве обстоятельства, усиливающего ответственность).

Последствием признания лица судимым может быть также запрет на применение таких мер, как освобождение от уголовной ответственности, освобождение от наказания, принудительные меры воспитательного воздействия (в отношении несовершеннолетних).
Помимо уголовно-правовых, судимость в странах СНГ имеет и иные последствия, которые прямо указываются в законодательстве. В частности, ранее судимые лица не могут занимать определённые должности (прокурора, следователя, судьи), на них налагаются ограничения, связанные с военной службой, владением оружием и т. д. Ограничения могут ставиться в зависимость от характера и тяжести преступления, за которое лицо было осуждено.

#### Погашение и снятие судимости
Состояние судимости, как правило, возникает с момента вступления в законную силу приговора суда и прекращается в результате погашения или снятия судимости. Погашение судимости происходит, если в течение определённого срока (зависящего от тяжести преступления) после отбытия наказания лицо не совершает новых преступлений. Для отдельных категорий лиц (например, несовершеннолетних) могут устанавливаться сокращённые сроки погашения судимости. Снятие судимости может происходить в судебном порядке до истечения этого срока. Погашение или снятие судимости устраняет уголовно-правовые последствия, связанные с ней. Введение в законодательство сроков погашения судимости отражает правовую презумпцию: у законодателя имеются основания предполагать, что по истечении данного срока применение ограничений, связанных с судимостью, утрачивает целесообразность.
Законодательство большинства стран СНГ предусматривает следующие сроки погашения судимости:
- при условном осуждении — по окончании испытательного срока;
- при осуждении лица к наказаниям, не связанным с лишением свободы — 1 год после отбытия наказания;
- при осуждении к лишению свободы за преступления небольшой или средней тяжести — 3 года после отбытия наказания;
- при осуждении к лишению свободы за тяжкие преступления — 6 лет после отбытия наказания;
- при осуждении к лишению свободы за особо тяжкие преступления — 8 лет после отбытия наказания.

По УК Вьетнама срок погашения судимости зависит от вида назначенного наказания и его срока:
- предупреждение, штраф, исправительные работы, условное осуждение — 1 год;
- лишение свободы на срок до 3 лет — 3 года;
- лишение свободы на срок от 3 до 15 лет — 5 лет;
- лишение свободы на срок свыше 15 лет — 7 лет.

Согласно УК Испании, срок погашения судимости составляет 6 месяцев для незначительных наказаний, 2 года — для наказаний сроком до 12 месяцев за неосторожные преступления, 3 года — для остальных менее строгих наказаний, 5 лет — для строгих наказаний.
В ряде государств (Испания, Латвия, Таджикистан) при совершении нового преступления в период судимости течение её срока прерывается и возобновляется лишь после осуждения за новое преступление. Это даёт возможность признания наличия рецидива даже в ситуации, когда между совершением нового преступления и осуждением за него проходит длительный промежуток времени.
Снятие судимости по УК стран СНГ, Вьетнама, Монголии допускается при условии правопослушного поведения осуждённого по его ходатайству. По УК Беларуси снятие судимости не может происходить до истечения половины срока её погашения и не применяется в отношении особо опасных рецидивистов. УК Болгарии не допускает снятия судимости с лиц, осуждённых за преступления против мира и безопасности человечества.

### Срок давности рецидива
Поскольку основным уголовно-правовым последствием судимости является возможность признания преступления, совершённого судимым лицом, рецидивным, схожим с судимостью является присутствующий в праве большинства стран мира институт срока давности рецидива. В большинстве случаев его правовая регламентация сводится к краткой оговорке в уголовном законодательстве. Например, по УК Австрии «предыдущее наказание не учитывается, если с момента его отбытия до совершения следующего деяния прошло более пяти лет».
В отличие от судимости, как правило, длительность такого срока не зависит от тяжести совершённого преступления, отсутствуют общеправовые последствия совершения преступления, а также уголовно-правовые последствия, кроме возможности признания рецидива; также данный срок не может сокращаться по решению суда.
Срок давности рецидива составляет:
- 3 года — Республика Корея;
- 5 лет — Австрия, Боливия, Болгария, Федерация Боснии и Герцеговины, Бразилия, Германия, Дания, Италия, КНР, Кот д’Ивуар, Лаос, Нидерланды, Панама, Польша, Португалия, Уругвай, Япония;
- 6 лет — Норвегия;
- 10 лет — Венесуэла, Гватемала.

В небольшом числе стран (Аргентина, Мальта, Мексика, Тунис, Турция, Франция) срок давности рецидива зависит от размера наказания, назначенного за преступления. В Аргентине и Мексике продолжительность данного срока приравнена к сроку назначенного наказания, однако УК Аргентины ограничивает его продолжительность минимумом в 5 лет и максимумом в 10 лет. УК Мальты предусматривает продолжительность срока давности рецидива 10 лет, если лицо осуждено на срок свыше 5 лет, и 5 лет для всех остальных случаев. Во Франции в зависимости от различных обстоятельств срок давности рецидива может составлять 5 или 10 лет.

### Реабилитация
Сходным с институтом снятия судимости является предусмотренный правом ряда государств (Андорры, Аргентины, Боливии, Федерации Боснии и Герцеговины, Бурунди, Италии, Колумбии, Коста-Рики, Панамы, Перу, Республики Корея, Сальвадора и др.) институт реабилитации. В этих странах суду предоставляется право освободить осуждённого от дополнительных наказаний в форме поражения в правах при условии его примерного поведения.

## Судимость в праве России

### История
Хотя в УК РСФСР 1922 года содержались нормы, предусматривающие учёт факта предыдущего осуждения за преступление при назначении наказания и при квалификации некоторых преступлений, прямых упоминаний о судимости в данном акте не было.
Декретом ВЦИК и СНК РСФСР от 9 февраля 1925 г. ст. 37 УК РСФСР 1922 г. была изложена в новой редакции. Осужденные к лишению свободы на срок не свыше шести месяцев или ко всякой другой более мягкой мере социальной защиты, не совершившие в течение трех лет со дня вступления приговора в законную силу какого-либо другого преступления, считались не судимыми. Для осужденных к лишению свободы на срок свыше шести месяцев, но не более трех лет, данный срок составлял шесть лет. Для осуждённых к более строгим наказаниям и лиц, совершивших в данный период новое преступление, судимость становилась пожизненной. Данная норма была воспроизведена в УК РСФСР 1926 года.
С тех пор вопрос судимости практически не рассматривался законодателем и правоведами. Развёрнутая правовая характеристика института судимости появилась лишь в Основах уголовного законодательства Союза ССР и союзных республик 1958 года.

### Общие положения
В России судимость представляет собой правовое состояние лица, обусловленное фактом осуждения и назначения ему по приговору суда наказания за совершенное преступление и влекущее при повторном совершении этим лицом преступления установленные уголовным законодательством правовые последствия; имеющаяся у лица непогашенная или неснятая судимость порождает особые, складывающиеся на основе уголовно-правового регулирования публично-правовые отношения его с государством, которые при совершении этим лицом новых преступлений служат основанием для оценки его личности и совершенных им преступлений как обладающих повышенной общественной опасностью и потому предполагают применение к нему более строгих мер уголовной ответственности. Регулируется институт судимости ст. 86 УК РФ.
Уголовный кодекс РФ предусматривает, что судимость учитывается:
- при определении наличия рецидива преступлений;
- в качестве отягчающего наказание обстоятельства (п. «а» ч. 1 ст. 63 УК РФ);
- в качестве обстоятельства, препятствующего освобождению от уголовной ответственности и наказания (ч. 1 ст. 75, ст. 76, 801 УК РФ).

Кроме этого, судимость влияет на особенности режима отбывания отдельных видов наказания (предусмотренные Уголовно-исполнительным кодексом РФ) и связана с общеправовыми ограничениями.
Лицо считается судимым со дня вступления приговора в законную силу и до момента снятия или погашения судимости. Лицо, освобожденное от наказания, считается несудимым.

### Снятие или погашение судимости
Прекращение судимости связано либо с её погашением, либо со снятием. Погашается судимость автоматически по истечении определённого срока после отбытия или исполнения наказания:
- сразу по истечении испытательного срока для условно осуждённых лиц;
- 1 год после отбытия или исполнения наказания — для лиц, осуждённых к наказаниям, более мягким, чем лишение свободы;
- 3 года после отбытия наказания — для лиц, осужденных к лишению свободы за преступления небольшой или средней тяжести;
- 8 лет после отбытия наказания — для лиц, осужденных к лишению свободы за тяжкие преступления;
- 10 лет после отбытия наказания — для лиц, осужденных к лишению свободы за особо тяжкие преступления.

Данный срок начинает отсчитываться с момента фактического завершения срока основного и дополнительного наказания либо с момента условного освобождения лица от основного и дополнительного наказания. В отличие от ранее применявшегося законодательства, УК РФ не предусматривает прерывания течения срока судимости при совершении лицом нового преступления. Данный подход подвергается критике со стороны правоведов, поскольку он крайне затрудняет применение норм об опасном и особо опасном рецидиве преступлений.
Если осуждённый после отбытия наказания вёл себя безупречно, то по его ходатайству суд может снять с него судимость до истечения срока её погашения. Понятие безупречного поведения является оценочным и предполагает отсутствие правонарушений, добросовестное выполнение гражданских обязанностей, которое даёт основание предполагать полное исправление лица. Как правило, суды не применяют данную меру до истечения половины срока погашения судимости. В целом случаи снятия судимости в судебном порядке являются достаточно редкими. Судимость также может быть снята в порядке амнистии или помилования, либо при декриминализации совершённого лицом деяния.
Погашение или снятие судимости аннулирует все уголовно-правовые последствия, с ней связанные, погашенные судимости не должны упоминаться во вводной части приговоров.

### Общеправовые последствия судимости
Судимость имеет также общеправовые последствия, связанные с запретом на занятие определённых должностей (в том числе в зависимости от вида преступления, за которое было осуждено лицо), занятие определёнными видами деятельности, обращение с предметами повышенной опасности (например, оружием) и т. д. В ряде случаев эти последствия не аннулируются даже со снятием или погашением судимости. Круг таких последствий является достаточно широким, хотя ограничения и являются менее существенными, чем в советский период (когда на ранее судимых лиц, например, налагались ограничения, связанные с местом жительства). Существование широкого круга подобных ограничений оценивается рядом правоведов неоднозначно; указывается на необходимость сокращения их числа.
| Вид деятельности или должности | Вид судимости |
| Ограничения, связанные с занятием выборных должностей | Ограничения, связанные с занятием выборных должностей |
| --- | --- |
| Президент Российской Федерации. | За тяжкое, особо тяжкое преступление либо преступление экстремистской направленности. |
| Депутат Государственной Думы. | За тяжкое, особо тяжкое преступление либо преступление экстремистской направленности. |
| Иные выборные должности. | К лишению свободы за совершение тяжких и (или) особо тяжких преступлений. За преступления экстремистской направленности. |
| Ограничения, связанные со службой или работой в правоохранительных органах, иных организациях, имеющих схожие цели и задачи | |
| Судьи. | Любая. |
| Присяжные заседатели. | Любая. |
| Арбитражные заседатели. | Любая. |
| Служащие органов полиции. | Любая. |
| Служащие и работники органов федеральной службы безопасности. | Любая. |
| Служащие органов и учреждений прокуратуры. | Любая. |
| Служащие Следственного комитета Российской Федерации. | Любая. |
| Судебные приставы. | Любая. |
| Третейские судьи. | Любая. |
| Адвокаты. | За совершение умышленного преступления. |
| Частные детективы или охранники. | За совершение умышленного преступления. |
| Учредители (участники) частной охранной организации, негосударственных образовательных учреждений, осуществляющих подготовку частных детективов и работников частных охранных организаций, учредители (участники) юридических лиц, намеревающихся заниматься указанной деятельностью. | За совершение умышленного преступления. |
| Члены общественной наблюдательной комиссии, осуществляющей контроль за обеспечением прав человека в местах принудительного содержания. | Любая. |
| Ограничения, связанные с иными видами государственной службы | |
| Военная служба (по призыву или по контракту). | Любая. |
| Военная служба (по мобилизации). | За совершение тяжкого преступления. |
| Обучение по программам подготовки офицеров запаса на военных кафедрах. | Любая. |
| Служба или работа в органах государственной охраны. | Любая. |
| Служба в ведомственной охране. | Любая. |
| Атаманы войскового казачьего общества. | Любая. |
| Служба в таможенных органах. | Любая. |
| Служба в федеральной противопожарной службе. | Любая. |
| Государственная гражданская служба. | Не снятой или не погашенной |
| Ограничения, связанные с обращением с определёнными категориями предметов | |
| Приобретение оружия. | Имеющим неснятую или непогашенную судимость за преступление, совершенное умышленно, либо имеющим снятую или погашенную судимость за тяжкое или особо тяжкое преступление, совершенное с применением оружия; |
| Должности, связанные с доступом к наркотическим средствам, психотропным веществам, отдельным прекурсорам, а также культивируемым наркосодержащим растениям. | За совершение преступления средней тяжести, тяжкого, особо тяжкого преступления или преступления, связанного с незаконным оборотом наркотических средств, психотропных веществ, их прекурсоров либо с незаконным культивированием наркосодержащих растений, в том числе за преступление, совершенное за пределами Российской Федерации.                                                                                  |
| Ограничения, связанные с защитой несовершеннолетних и иных уязвимых категорий граждан | |
| Опекуны и попечители. | За совершение умышленного преступления против жизни или здоровья граждан. |
| Усыновители, опекуны и попечители детей. | За преступления против жизни и здоровья, свободы, чести и достоинства личности (за исключением незаконного помещения в психиатрический стационар, клеветы и оскорбления), половой неприкосновенности и половой свободы личности, против семьи и несовершеннолетних, здоровья населения и общественной нравственности, а также против общественной безопасности. За тяжкие или особо тяжкие преступления.                 |
| Педагогическая деятельность, деятельность в сфере образования, воспитания, развития несовершеннолетних, организации их отдыха и оздоровления, медицинского обеспечения, социальной защиты и социального обслуживания, в сфере детско-юношеского спорта, культуры и искусства с участием несовершеннолетних. | За преступления против жизни и здоровья, свободы, чести и достоинства личности (за исключением незаконного помещения в психиатрический стационар, клеветы и оскорбления), половой неприкосновенности и половой свободы личности, против семьи и несовершеннолетних, здоровья населения и общественной нравственности, основ конституционного строя и безопасности государства, а также против общественной безопасности. |
| Педагогическая деятельность. | За тяжкие и особо тяжкие преступления. |
| Индивидуальная предпринимательская деятельность в сфере образования, воспитания, развития несовершеннолетних, организации их отдыха и оздоровления, медицинского обеспечения, социальной защиты и социального обслуживания, в сфере детско-юношеского спорта, культуры и искусства с участием несовершеннолетних, перечень видов которой утверждается Правительством Российской Федерации. | За преступления против жизни и здоровья, свободы, чести и достоинства личности (за исключением незаконного помещения в психиатрический стационар, клеветы и оскорбления), половой неприкосновенности и половой свободы личности, против семьи и несовершеннолетних, здоровья населения и общественной нравственности, основ конституционного строя и безопасности государства, а также против общественной безопасности. |
| Экспертиза информационной продукции. | За совершение тяжких и особо тяжких преступлений против личности, преступлений против половой неприкосновенности и половой свободы личности, против семьи и несовершеннолетних, умышленных преступлений против здоровья населения и общественной нравственности. |
| Ограничения, связанные с финансовой, учётной, контрольной и иной экономической деятельностью | |
| Члены правления жилищного кооператива (в том числе председатель правления кооператива), члены ревизионной комиссии (ревизоры) кооператива, а также главные бухгалтеры (бухгалтеры при отсутствии в штате главного бухгалтера). | За умышленные преступления. |
| Кадастровые инженеры. | За умышленные преступления. |
| Члены саморегулируемой организации оценщиков. | За преступления в сфере экономики, а также за преступления средней тяжести, тяжкие и особо тяжкие преступления. |
| Члены совета директоров (наблюдательного совета), члены коллегиального исполнительного органа, лица, являющиеся единоличным исполнительным органом, руководителем филиала профессионального участника рынка ценных бумаг, руководители службы внутреннего контроля, контролеры профессионального участника рынка ценных бумаг, должностные лица, ответственные за организацию системы управления рисками (руководители отдельного структурного подразделения, ответственного за организацию системы управления рисками), руководители структурного подразделения кредитной организации, созданного для осуществления деятельности профессионального участника рынка ценных бумаг, или руководители отдельного структурного подразделения профессионального участника рынка ценных бумаг в случае совмещения указанным профессиональным участником профессиональной деятельности на рынке ценных бумаг. | За преступления в сфере экономической деятельности или преступления против государственной власти. |
| Руководители, главные бухгалтеры кредитной организации и их заместители, члены совета директоров (наблюдательного совета) кредитной организации. | За преступления в сфере экономики. |
| Члены органов управления центрального депозитария. | За преступления в сфере экономической деятельности или преступления против государственной власти. |
| Арбитражные управляющие, члены временной администрации финансовой организации. | За умышленные преступления. |
| Главные бухгалтеры или иные должностные лица, на которые возлагается ведение бухгалтерского учёта, в открытых акционерных обществах (за исключением кредитных организаций), страховых организациях и негосударственных пенсионных фондах, акционерных инвестиционных фондах, управляющих компаниях паевых инвестиционных фондов, в иных экономических субъектах, ценные бумаги которых допущены к обращению на торгах фондовых бирж и (или) иных организаторов торговли на рынке ценных бумаг (за исключением кредитных организаций), в органах управления государственных внебюджетных фондов, органах управления государственных территориальных внебюджетных фондов. | За преступления в сфере экономики. |
| Руководители юридических лиц, претендующих на статус уполномоченного экономического оператора, их сотрудники, в чьи должностные обязанности входят организация совершения таможенных операций и (или) их совершение, а также руководители и сотрудники, совершающие таможенные операции, таможенные представители, которые будут применять специальные упрощения от имени и по поручению юридического лица. | За преступления в сфере экономической деятельности. |
| Лица, осуществляющие функции единоличного исполнительного органа клиринговой организации, руководители её филиалов, главные бухгалтеры, иные должностные лица, на которых возлагается ведение бухгалтерского учёта, должностные лица или руководители отдельного структурного подразделения, ответственного за организацию системы управления рисками, контролеры (руководители службы внутреннего контроля), руководители структурного подразделения, созданного для осуществления клиринга, а также члены совета директоров (наблюдательного совета), члены коллегиального исполнительного органа клиринговой организации. | За преступления в сфере экономической деятельности или преступления против государственной власти. |
| Руководители бюро кредитных историй и их заместители. | За преступления в сфере экономики. |
| Лица, осуществляющие функции единоличного исполнительного органа акционерного инвестиционного фонда, входящие в состав совета директоров (наблюдательного совета) и коллегиального исполнительного органа акционерного инвестиционного фонда, выполняющие функции единоличного исполнительного органа управляющей компании, входящие в состав совета директоров (наблюдательного совета), коллегиального исполнительного органа и являющиеся руководителями филиала управляющей компании. | За умышленные преступления. |
| Лица, осуществляющие функции единоличного исполнительного органа, члены коллегиального исполнительного органа и главные бухгалтеры негосударственных пенсионных фондов, контролеры или руководители и сотрудники службы внутреннего контроля фонда. | За умышленные преступления. |
| Ревизоры-консультанты в сфере сельскохозяйственной кооперации. | За преступления в сфере экономики, а также за преступления средней тяжести, тяжкие и особо тяжкие преступления. |
| Члены правления кредитного кооператива, контрольно-ревизионного органа кредитного кооператива (наблюдательного совета кредитного кооператива, ревизионной комиссии или ревизора кредитного кооператива), лица, выполняющие функции единоличного исполнительного органа кредитного кооператива. | За преступления в сфере экономики. |
| Члены правления жилищного накопительного кооператива, лица, выполняющие функции единоличного исполнительного органа кооператива, члены коллегиального исполнительного органа кооператива, члены ревизионной комиссии (ревизоры) кооператива. | За преступления в сфере экономики. |
| Руководители (в том числе единоличного исполнительного органа) или главные бухгалтеры соискателя лицензии на осуществление страховой деятельности. | Любая. |
| Лица, осуществляющие функции единоличного исполнительного органа организатора торговли, руководители его филиала, главные бухгалтеры, иные должностные лица, на которых возлагается ведение бухгалтерского учёта, должностные лица, ответственные за организацию системы управления рисками (руководители отдельного структурного подразделения, ответственного за организацию системы управления рисками), контролеры (руководители службы внутреннего контроля), руководители структурного подразделения, созданного для осуществления деятельности по проведению организованных торгов, а также члены совета директоров (наблюдательного совета), члены коллегиального исполнительного органа организатора торговли. | За преступления в сфере экономической деятельности или преступления против государственной власти. |
| Организаторы азартных игр. | За преступления в сфере экономики либо за умышленные преступления средней тяжести, тяжкие преступления, особо тяжкие преступления. |
| Члены саморегулируемой организации аудиторов (в качестве аудитора). | За преступления в сфере экономики, а также за преступления средней тяжести, тяжкие и особо тяжкие преступления. |
| Лица, занимающие должности единоличного исполнительного органа и главного бухгалтера оператора платёжной системы. | За преступления в сфере экономики. |
| Председатели, заместители председателей или аудиторов контрольно-счетных органов субъектов Российской Федерации и муниципальных образований. | Любая. |
| Деятельность медиатора на непрофессиональной основе. | Любая. |
| Предоставление декларации о доходах в упрощённом порядке. | За совершение преступления, предусмотренного статьей 198 Уголовного кодекса Российской Федерации («Уклонение от уплаты налогов и (или) сборов с физического лица»). |
| Члены наблюдательного совета Государственной компании «Российские автомобильные дороги». | Любая. |
| Члены избирательных комиссий с правом решающего голоса. | Любая. |
| Члены наблюдательного совета автономного учреждения. | Любая. |
| Ограничения, связанные с деятельностью, предполагающей повышенные требования к обеспечению безопасности | |
| Лица, осуществляющие подготовку заключений экспертизы проектной документации и (или) экспертизы результатов инженерных изысканий. | За умышленные преступления. |
| Должности специалистов авиационного персонала, а также в службе авиационной безопасности. | За умышленные преступления. |
| Охота (получение охотничьего билета). | За умышленные преступления. |
| Допуск к государственной тайне. | За государственные и иные тяжкие преступления. |
| Работа, непосредственно связанная с обеспечением безопасности объектов топливно-энергетического комплекса. | За умышленные преступления. |
| Работа, непосредственно связанная с обеспечением транспортной безопасности. | За умышленные преступления. |
| Должности, связанные с учётом, хранением, выдачей или использованием огнестрельного оружия, боеприпасов и патронов к огнестрельному оружию в государственных военизированных организациях. | За умышленные преступления. |
| Должности, связанные с производством, учётом, хранением и продажей оружия и патронов к нему, основных частей огнестрельного оружия в организациях, осуществляющих производство оружия и патронов к нему. | За умышленные преступления. |
| Должности, связанные с продажей, хранением, учётом оружия и патронов к нему, основных частей огнестрельного оружия в организациях, осуществляющих торговлю оружием и (или) патронами к нему. | За умышленные преступления. |
| Должности, связанные с хранением и учётом оружия и патронов к нему в организациях, имеющих разрешение на хранение оружия и (или) патронов к нему. | За умышленные преступления. |
| Ограничения для иностранных граждан и лиц без гражданства | |
| Разрешение на временное проживание, вид на жительство, разрешение на работу иностранному гражданину. | За совершение тяжкого или особо тяжкого преступления на территории Российской Федерации либо за её пределами, признаваемого таковым в соответствии с федеральным законом. |
| Въезд в Российскую Федерацию иностранному гражданину или лицу без гражданства (безусловный запрет). | За совершение умышленного преступления на территории Российской Федерации или за её пределами, признаваемого таковым в соответствии с федеральным законом. |
| Подача заявления о приеме в гражданство Российской Федерации и о восстановлении в гражданстве Российской Федерации. | За совершение умышленных преступлений на территории Российской Федерации или за её пределами. |
| Иные ограничения | |
| Организаторы публичных мероприятий. | За совершение умышленного преступления против основ конституционного строя и безопасности государства или преступления против общественной безопасности и общественного порядка. |
| Члены Общественной палаты. | Любая. |